# Högholm (Torsholma, Brändö, Åland)
Högholm är en halvö i Åland (Finland). Den ligger i den östra delen av landskapet, 70 km öster om huvudstaden Mariehamn. Högholm ligger på ön Brunnsö.